# New Wave 2007
La sesta edizione del New Wave si è svolta fra il 25 luglio ed il 30 luglio 2007 presso la Dzintari di Jūrmala.
La vincitrice è stata la cantante moldava Natalia Gordienko.

## Risultati
| Paese       | Artista              | Punti | Posto |
| ----------- | -------------------- | ----- | ----- |
| Moldavia    | Natalia Gordienko    | 312   | 1     |
| Lettonia    | Andris Ērglis        | 308   | 2-3   |
| Ucraina     | Barsellona           | 308   | 2-3   |
| Polonia     | Marina               | 304   | 4     |
| Kazakistan  | Rin,Go               | 301   | 5-6   |
| Bielorussia | Palina Smolava       | 301   | 5-6   |
| Grecia      | Kostas Martakis      | 299   | 7-8   |
| Germania    | Francisca            | 299   | 7-8   |
| Russia      | Masha Novikova       | 297   | 9     |
| Russia      | Natalia Vinokurova   | 296   | 10    |
| Russia      | Anastasia Kochetkova | 291   | 11    |
| Ucraina     | Vasiliy Lazarovič    | 289   | 12    |
| Romania     | Mihai Trăistariu     | 287   | 13    |
| Stati Uniti | Chioma               | 286   | 14    |
| Rep. Ceca   | Issa Samera          | 283   | 15    |
| Georgia     | Eleonora             | 279   | 16    |
| Italia      | Alessandro Calemme   | 274   | 17    |